# Их звёздный час
«Их звёздный час» (англ. Their Finest Hour) — речь Уинстона Черчилля, произнесённая им 18 июня 1940 года перед палатой общин. Третье выступление перед парламентом в качестве премьер-министра после вступления Великобритании во Вторую мировую войну.
В этой речи Черчилль объяснил, почему смог оказать Франции лишь минимальную поддержку после Дюнкерка, и сообщил об успешной эвакуации большей части британских сил. Он отказался исключить из коалиции приверженцев политики умиротворения и отказался участвовать в политических дрязгах. Далее Черчилль дал оценку вооружённым силам Великобритании, которым предстояло отразить возможное вторжение. В итоге он заявил, что Великобритания может обоснованно рассчитывать на победу. Он также сообщил о поддержке со стороны британских доминионов и обоснованной уверенности в победе, несмотря на отсутствие ясности, как победа может быть достигнута.

## Заключительная часть
Как бы дальнейшие события не разворачивались во Франции и с этим французским правительством или с другим французским правительством, мы на этом острове и в Британской империи никогда не потеряем наши дружеские чувства по отношению к французскому народу. Если теперь нам выпадет испытать те же страдания, которые пережили они, мы последуем примеру их отваги, и если, в конце концов, наши труды принесут победу, они разделят плоды победы с нами. И свобода вернётся ко всем. Мы не уступим ни одного нашего справедливого требования: чехи, поляки, норвежцы, голландцы, бельгийцы — все, кто присоединился к нам, вернутся с победой на свою землю.
То, что генерал Вейган назвал Битвой за Францию, закончено... скоро начнётся Битва за Британию. От этой битвы зависит существование христианской цивилизации. От этой битвы зависит наша жизнь в Британии и продолжение наших старых укладов и нашей Империи. Очень скоро вся ярость и мощь врага будут обращены против нас. Гитлер знает, что либо он сломит нас на этом острове, либо проиграет войну. Если мы сможем выстоять против него, вся Европа будет освобождена и мир двинется вперёд, в светлое будущее.
Но если мы будем побеждены, тогда весь мир, включая США, включая всё, что мы когда-либо знали и любили, падёт в бездну новых тёмных веков, которую извращённые плоды науки сделают ещё более ужасной и, возможно, более долговечной. Так давайте же подготовимся выполнить свой долг и будем вести себя так, что даже если Британская Империя и Содружество будут существовать ещё тысячу лет, люди всё ещё продолжат говорить: «Это был их звёздный час».
Оригинальный текст (англ.)However matters may go in France or with the French Government or with another French Government, we in this island and in the British Empire will never lose our sense of comradeship with the French people. If we are now called upon to endure what they have suffered we shall emulate their courage, and if final victory rewards our toils they shall share the gains, aye. And freedom shall be restored to all. We abate nothing of our just demands—Czechs, Poles, Norwegians, Dutch, Belgians, all who have joined their causes to our own shall be restored.

What General Weygand has called the Battle of France is over … the Battle of Britain is about to begin. Upon this battle depends the survival of Christian civilisation. Upon it depends our own British life, and the long continuity of our institutions and our Empire. The whole fury and might of the enemy must very soon be turned on us. Hitler knows that he will have to break us in this island or lose the war. If we can stand up to him, all Europe may be freed and the life of the world may move forward into broad, sunlit uplands.

But if we fail, then the whole world, including the United States, including all that we have known and cared for, will sink into the abyss of a new dark age made more sinister, and perhaps more protracted, by the lights of perverted science. Let us therefore brace ourselves to our duties, and so bear ourselves, that if the British Empire and its Commonwealth last for a thousand years, men will still say, This was their finest hour.

## Подготовка речи и выступление
Выступление перед Палатой общин началось в 15:49 и продолжалось 36 минут. По привычке Черчилль вносил изменения в текст, составлявший 23 печатные страницы, вплоть до начала выступления и прямо во время него. Заключительная часть в рукописи была напечатана белым стихом, что, как считают исследователи наследия Черчилля, отражает влияние на его ораторский стиль ветхозаветных псалмов.